# Кюне, Мориц
Кюне Мориц (нем. Kühne Moritz Hugo Heinrich Balduin; 1835—1900) — немецкий военный писатель, генерал.
Был директором департамента в военном министерстве. Написал: «Der Krieg im Hochgebirge» (Берлин, 1876); «Kritische und unkritische Wanderungen über die Gefechtsfelder der preuss. Armeen in Böhmen, 1866» (1870—1878) и др.